# Еберсбах (Гросенхајн)
Еберсбах (њем. Ebersbach) општина је у њемачкој савезној држави Саксонија. Једно је од 34 општинска средишта округа Мајсен. Према процјени из 2010. у општини је живјело 4.795 становника. Посједује регионалну шифру (AGS) 14627030.

## Географски и демографски подаци
Еберсбах се налази у савезној држави Саксонија у округу Мајсен. Општина се налази на надморској висини од 238 метара. Површина општине износи 84,2 km². У самом мјесту је, према процјени из 2010. године, живјело 4.795 становника. Просјечна густина становништва износи 57 становника/km².